# ماريا جيمس (شاعرة)
ماريا جيمس (بالإنجليزية: Maria James)‏ (11 أكتوبر 1793، ويلز في المملكة المتحدة - 11 سبتمبر 1868 في الولايات المتحدة)؛ عاملة منزلية، كاتِبة وشاعرة بريطانية-ويلزية.